# Reserva índia de Cheyenne River
Cheyenne River és una reserva índia de l'ètnia sioux creada en 1889 d'una part de la Gran Reserva Sioux després de la seva victòria sobre els lakota després de les guerres de la dècada de 1870. La reserva cobreix gairebé la totalitat dels comtats de Dewey i Ziebach a Dakota del Sud. A més té moltes petites parcel·les de terres en fideïcomís fora de les reserves als comtats de Stanley, Haakon i Meade.
L'àrea total és d'11.051,447 km², quarta més gran en superfície dels Estats Units. Les comunitats més gran són North Eagle Butte i Eagle Butte. Les Land Acts de 1909 i 1910 va obrir la reserva de Cheyenne River a l'assentament no nadiu.

## Estatut de la terra
La reserva original de Cheyenne River cobria 5.000 milles quadrades. La reserva ha perdut extensió des d'aleshores. Actualment té una superfície de 4.266,987 milles quadrades (11.051,447 km²). La frontera septentrional originària era el riu Grand. Tanmateix a començaments del segle xx, la terra al sud del riu Grand fou cedida a la reserva índia de Standing Rock. Això esdevingué abans de les Lleis de la Terra de 1909 i 1910. La terra fou oberta més tard a l'assentament no nadiu. Quan les lleis de la terra entraren en vigor la reserva de Cheyenne River va vendre la part nord de la reserva. Nogensmenys, la secció meridional de la reserv de Cheyenne River encara es manté. Cobreix una superfície d'1.514.652 acres o 2.366 milles quadrades. Després que els utes abandonaren la reserva en 1906 i 1907, van deixar de costat 4 municipis o 92.160 acres. Aquesta terra es manté a l'antiga part nord de la reserva de Cheyenne River. Les seves comunitats eren Iron Lightning i Thunder Butte.

## Història
El Tractat de Fort Laramie de 1868 va crear la Gran Reserva Sioux, una sola reserva que cobria parts de sis estats, incloent ambdues Dakotes. Els tractats posteriors dels anys 1870 i 1880 van esquarterar aquesta reserva en altres reserves més petites. La reserva índia de Cheyenne River va ser creada en 1889.
El cap Bou Assegut vivia a la reserva de Cheyenne River. Li agradava l'àrea del riu Grand que en la dècada de 1880 era el límit entre la reserva de Cheyenne River i la reserva de Standing Rock. En 1890 els Estats Units es preocuparen molt pel cap Bou Assegut quan s'assabentaren que anava a provocar un èxode fora de la reserva.
Uns centenars d'indis es van reunir prop del riu Grand a la reserva Cheyenne River al desembre de 1890, preparant-se per fugir de la reserva. Una força de 39 policies indis i quatre voluntaris foren enviats a la residència del cap Bou Assegut prop del riu Grand el 16 de desembre de 1890, per arrestar-lo.
Inicialment, Bou Assegut va cooperar però es va enfadar una vegada el van treure de la seva residència i s'assabentà que al voltant de 50 dels seus soldats eren allà per donar-li suport. Durant algun moment mentre era fora de la residència de Bou Assegut, es va iniciar una baralla en què va morir el llegendari líder. Es van produir un total de 18 morts. Entre els morts hi havia Bou Assegut i el seu fill.
Un mig germà de Bou Assegut, Spotted Elk, va dirigir un èxode de 350 persones de la reserva de Cheyenne River al sud. Van ser capturats el 28 de desembre de 1890 a la reserva de Pine Ridge, a uns 30 quilòmetres a l'est de l'assentament de Pine Ridge. L'endemà van ser massacrats per més de 500 soldats blancs, i l'esdeveniment fou conegut com la massacre de Wounded Knee. Aproximadament van ser assassinats 300 indis: 90 guerrers i 200 dones i nens, i 50 ferits durant la massacre, aturant l'èxode. Els supervivents es van establir a la reserva de Pine Ridge o foren retornats a la reserva del riu Cheyenne. Des de llavors, la frontera nord de la reserva Cheyenne River va canviar. Ja no és el riu Grand. No obstant això, els actuals assentaments ubicats al llarg del riu Grand són predominantment algonquins.
A partir de 1948, el govern dels Estats Units va fer embassaments el riu Missouri per a obtenir energia elèctrica i controlar les inundacions. El projecte de la presa va submergir el 8% de la terra de la reservat.

## Situació actual

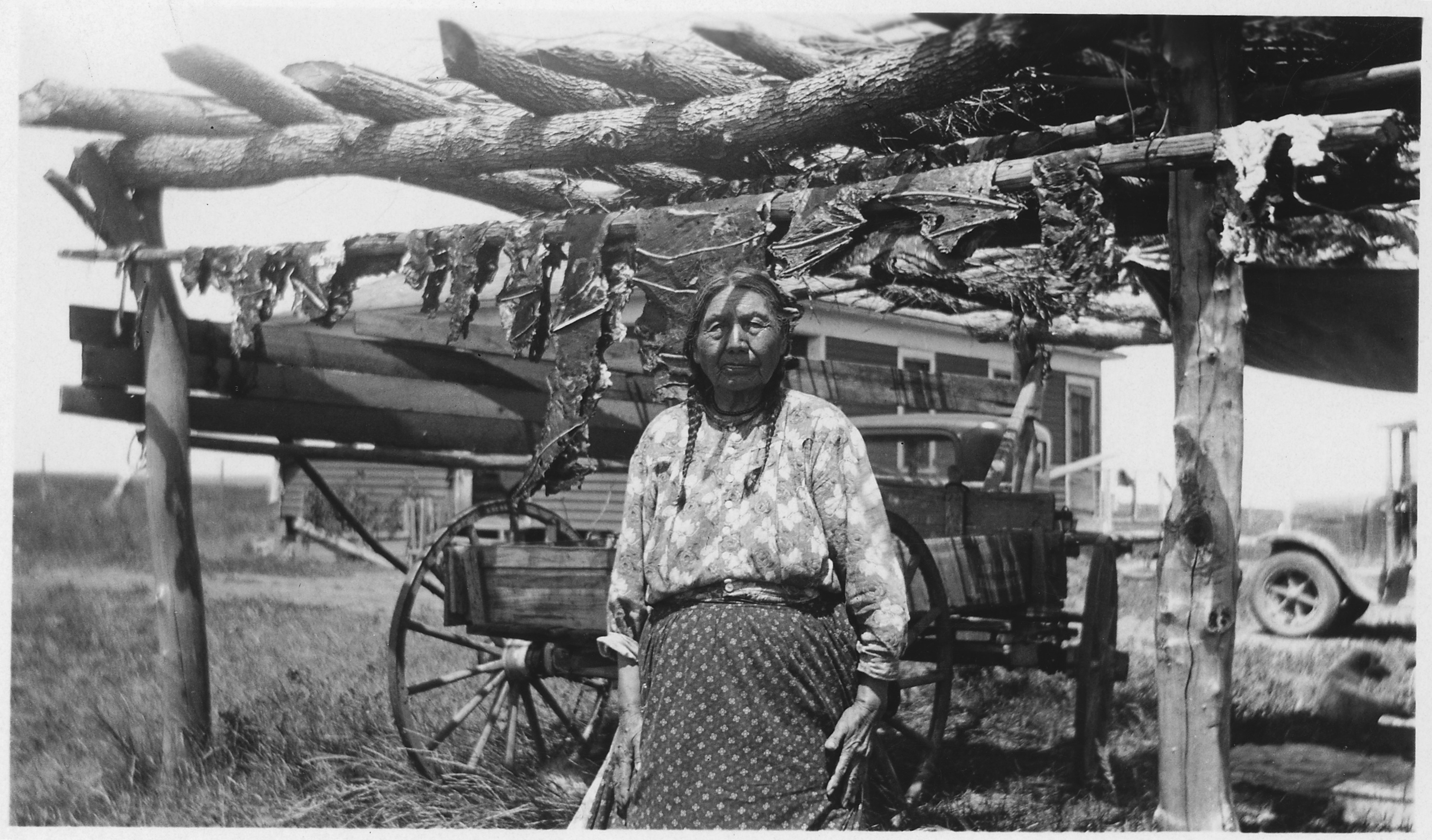
Dona assecant menjar en un prestatge a l'aire lliure en la dècada de 1930

La CRIR és la llar de la tribu reconeguda federalment] Tribu Sioux Cheyenne River (CRST) o Nació Lakota Cheyenne River (Oyate). Els membres inclouen representants de quatres de les set bandes tradicionals dels lakota o teton: els Minnecoujou, Two Kettle (Oohenunpa), Sans Arc (Itazipco) i Blackfoot (Si Sapa).
La CRIR limita al nord amb la reserva índia de Standing Rock, a l'oest amb els comtats de Meade i Perkins; al sud amb el riu Cheyenne; i a l'est amb el riu Missouri i el llac Oahe. Molta de la terra dins dels límits és de propietat privada. La seu de la CRST i agència de la BIA es troba a Eagle Butte. S'arriba a la reserva a través de la US-212.
El Cens dels Estats Units del 2000 va reportar una població de 8.470 persones. Moltes de les 13 petites comunitats de la reserva de Cheyenne River no tenen sistemes d'aigua, pel que és difícil que la gent visqui en condicions sanitàries. En els últims anys, els sistemes d'aigua s'han construït reserves d'aigua a les fonts del Missouri, com ara el llac Oahe, que forma el límit oriental de la reserva.
Com hi ha pocs llocs de treball disponibles a la reserva o en pobles propers, molts membres de la tribu estan a l'atur. Dos terços de la població sobreviu amb menys d'un terç de la renda mitjana d'Amèrica. Aquestes condicions de vida pèssimes han contribuït a sentiments de desesperança i desesperació entre els joves. Indian Country Today informa que una de cada cinc nenes a la reserva de Cheyenne River ha considerat suïcidar-se i més d'una de cada deu ho ha intentat. A partir de 2009 s'estava construint un centre mèdic modern a Eagle Butte per reemplaçar una instal·lació obsoleta.
A començament del 22 de gener de 2010, una tempesta de neu i gel va assolar la reserva, enderrocant fins a 3.000 línies d'energia i deixant milers de residents sense electricitat, calefacció o aigua. La resposta al desastre va ser lenta. Encara que el govern de l'estat va declarar l'estat d'emergència, d'antuvi la situació no va rebre molta atenció dels mitjans de comunicació o dels legisladors. L'energia va ser finalment restaurada a la majoria dels residents el 12 de febrer del 2010, però les condicions generals seguien sent ombrívoles.
El 14 de febrer de 2010, el comentarista de televisió Keith Olbermann va destacar la situació en el seu programa Countdown with Keith Olbermann. En 48 hores va recollir per a la reserva més de 250.000 dòlars en donacions. Fins al 24 de febrer de 2010 es van recollir més de 400.000 $ en donacions. No es van registrar morts a conseqüència del desastre. Diversos residents ancians dependents en tractament de diàlisi van ser evacuats a ciutats properes. Fins al 26 de febrer de 2010, els representants de la tribu estaven recorrent a la sensibilització sobre els danys en la infraestructura d'aigua de la reserva.

## Comunitats

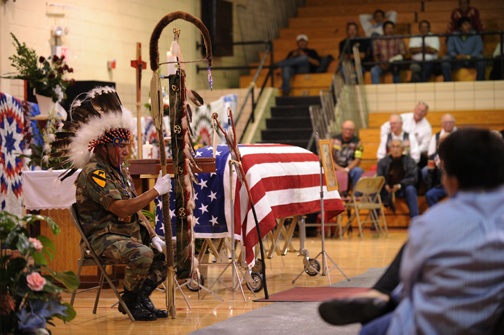
Funeral a Eagle Butte per un caigut en la Guerra de Corea

Eels límits originals de la reserva en la dècada de 1880 incloïen les comunitats de Bullhead, Little Eagle, i Wakpala. També podien ser incloses Iron Lighting i Thunder Butte. Gairebé totes les comunitats de la reserva de Cheyenne River incloses en l'àrea de terra perduda en les Lleis de Terra de 1909 i 1910, són predominantment ameríndies. La majoria són petites comunitats que lluiten per tirar endavant. Les comunitats es troben entre les més pobres dels Estats Units. No obstant això, Eagle Butte i North Eagle Butte, que són de la mateixa comunitat, estan tirant endavant. El carrer principal d'Eagle Butte s'assembla a la qualsevol ciutat americana de 2.000 a 3.000 habitants. Gran part d'Eagle Butte es troba fora de la reserva.
- Bridger
- Dupree
- Cherry Creek
- Green Grass
- Iron Lightning
- Isabel
- La Plant
- North Bridger
- North Eagle Butte
- Red Scaffold
- Swiftbird
- Thunder Butte
- Timber Lake
- Whitehorse

## Notables membres tribals
- Madonna Swan, escriptora lakota de la reserva Cheyenne River